# Kirill Kaprizov
Kirill Kaprizov (Novokuznetsk, 26 de abril de 1997)  é um jogador profissional de hóquei no gelo russo que atua na posição de left winger pelo Minnesota Wild, da NHL.

## Carreira
Kaprizov fez sua estréia na Kontinental Hockey League jogando com o Metallurg Novokuznetsk durante a temporada 2014-15 KHL, depois de ser escolhido em primeiro lugar geral no KHL Junior Draft 2014. Kaprizov foi escolhido pelo Minnesota Wild da National Hockey League na quinta rodada do NHL Entry Draft 2015, 135º no geral. Em 21 de agosto de 2015, Kaprizov assinou uma extensão de contrato de três anos para permanecer com a Metallurg Novokuznetsk. Em 2 de maio de 2016, ele foi negociado com Salavat Yulaev Ufa.
Durante sua última temporada sob contrato com o CSKA em 2019-20, Kaprizov estabeleceu recordes de carreira com 33 gols, 29 assistências e 62 pontos e empatou sua carreira como o melhor em jogos disputados com 57. Seus 33 gols lideraram o KHL pela segunda temporada consecutiva e seus 62 pontos ficaram em terceiro lugar na pontuação. Ele registrou seu 100.º gol na carreira em 15 de outubro de 2019, tornando-se o jogador mais jovem na história da KHL a fazê-lo, aos 22 anos e 172 dias de idade. Na pós-temporada, Kaprizov marcou quatro pontos na varredura do CSKA na primeira rodada da série contra o Torpedo Nizhny Novgorod, antes que o KHL cancelasse sua temporada devido à pandemia de COVID-19. No entanto, ele e o resto da equipe do CSKA receberam o título de campeões russos com base em classificações regulares.
Em 13 de julho de 2020, Kaprizov assinou um acordo básico de dois anos com o Minnesota Wild. O contrato incluiria a temporada de 2019-20, efetivamente queimando o primeiro ano de seu negócio.
Kaprizov fez sua estreia na NHL em 14 de janeiro de 2021 contra o Los Angeles Kings. Ele marcou três pontos, incluindo o gol da vitória na prorrogação, em uma vitória por 4–3 para o Wild, tornando-se o primeiro jogador na história da NHL a marcar três pontos e um gol na prorrogação em sua estréia, e também se tornando o terceiro jogador na história da NHL a marcar um gol na prorrogação em sua estréia. Posteriormente, ele foi nomeado a primeira estrela da semana da NHL na semana que terminou em 17 de janeiro de 2021.

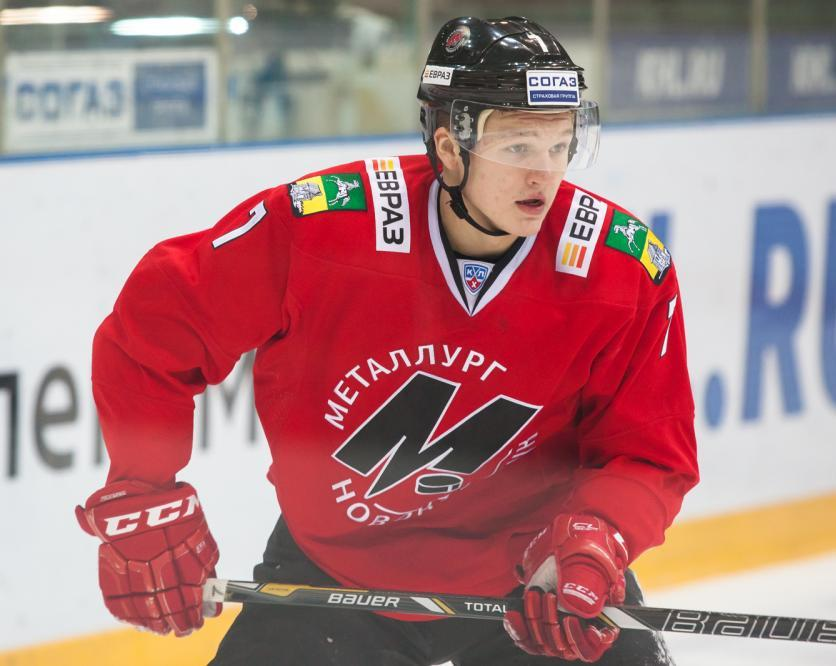
Kaprizov em 2015.

### Atuação internacional
Kaprizov jogou pela seleção russa no Campeonato Mundial Sub-18, Campeonato Mundial Júnior e Campeonato Mundial IIHF. Ele foi o jogador mais jovem da equipe russa nos Jogos Olímpicos de Inverno de 2018 em Pyeongchang, Coreia do Sul.